# Przedwabie
Przedwabie (prononciation : [pʂɛdˈvabjɛ]) est un hameau polonais du village de Szymanowice Małe de la gmina de Sobienie-Jeziory dans le powiat d'Otwock de la voïvodie de Mazovie dans le centre-est de la Pologne.
Il se situe à environ 7 kilomètres au sud de Sobienie-Jeziory (siège de la gmina), 28 km au sud d'Otwock (siège du powiat) et à 44 km au sud-est de Varsovie (capitale de la Pologne).
Le village compte approximativement une population de 40 habitants.

## Histoire
De 1975 à 1998, le village appartenait administrativement à la voïvodie de Siedlce.